# Eastern Goleta Valley
Eastern Goleta Valley est une census-designated place du comté de Santa Barbara, dans l'État de Californie, aux États-Unis. En 2020, elle compte une population de 28 656 habitants.